# Stenanona flagelliflora
Stenanona flagelliflora är en kirimojaväxtart som beskrevs av George Edward Schatz och T. Wendt. Stenanona flagelliflora ingår i släktet Stenanona och familjen kirimojaväxter. Inga underarter finns listade i Catalogue of Life.